# Deepal
Deepal Automobile Technology Co., Ltd. o Shenlan Technology Co., Ltd. (en chino: 深蓝汽车, lit. 'azul oscuro') es una empresa de fabricación de vehículos eléctricos propiedad de Changan Automobile.
La empresa originalmente se llamaba Chongqing Changan New Energy Automobile Technology, se fundó en 2018 y se convirtió en una marca independiente desde 2023.

## Historia
En abril de 2008, Changan Automobile y Chongqing Science and Technology Venture Capital Co., Ltd. invirtieron conjuntamente para establecer Changan New Energy Automobile Co., Ltd.
El 8 de diciembre de 2017 se creó la División de Nuevas Energías de Changan Automobile, consolidando la planificación de nuevos productos energéticos, desarrollo completo de vehículos, desarrollo de sistemas de propulsión, adquisiciones y ventas dentro de la división.
Desde enero de 2020 hasta marzo de 2022, con la consolidación de Changan New Energy y la División New Energy de Changan Automobile, se estableció Changan New Energy Automobile Technology. Después de la introducción de 12 inversores en dos rondas separadas, lo que provocó que la propiedad de Changan Automobile se redujera temporalmente del 100% al 40,66%. La compañía anunció el primer modelo SL03 (con nombre en código C385) bajo la marca Changan Shenlan.
A finales de 2022, Changan Automobile anunció la adquisición de una participación del 10,34% en Changan New Energy Automobile Technology a dos accionistas, aumentando su participación del 40,66% al 51,00%, recuperando así el control de la sociedad.
En 2023, se anunció el nombre en inglés de la marca Changan Shenlan, Deepal, y Changan New Energy Automobile Technology pasó a llamarse Deepal Automobile Technology. La marca Deepal era operada independientemente de Changan Group.

## Productos
El primer modelo de Deepal, el SL03 (nombre en código C385), se presentó en 2022. Los modelos actuales de Deepal utilizaban la plataforma Chang'an EPA NEV, separada en EPA0, EPA1 y EPA2. Se lanzarán cinco modelos iniciales, 1 basado en EPA0 y 4 basados en EPA1.

### Modelos actuales

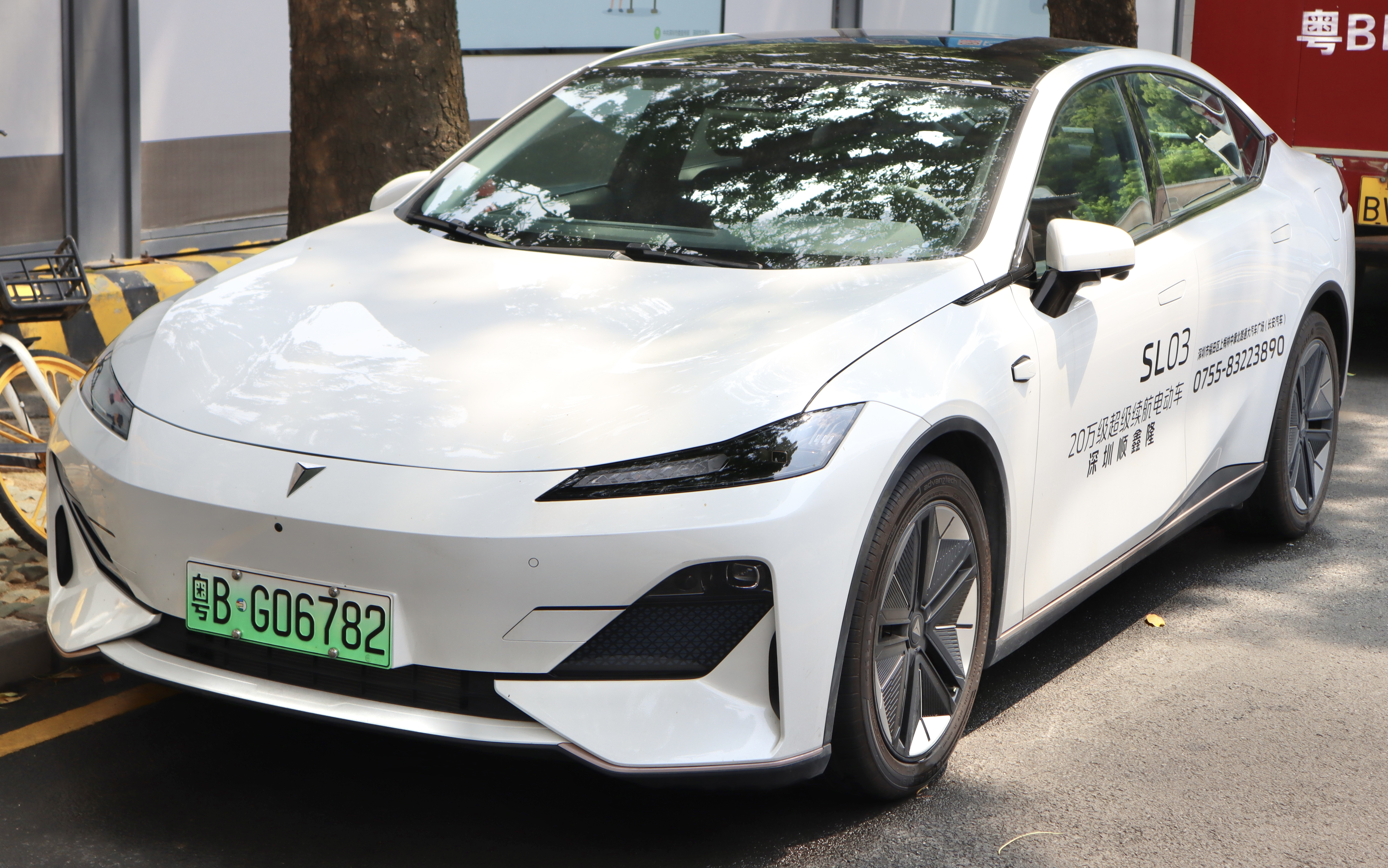
Deepal SL03 (2022-presente): sedán compacto EV/EREV
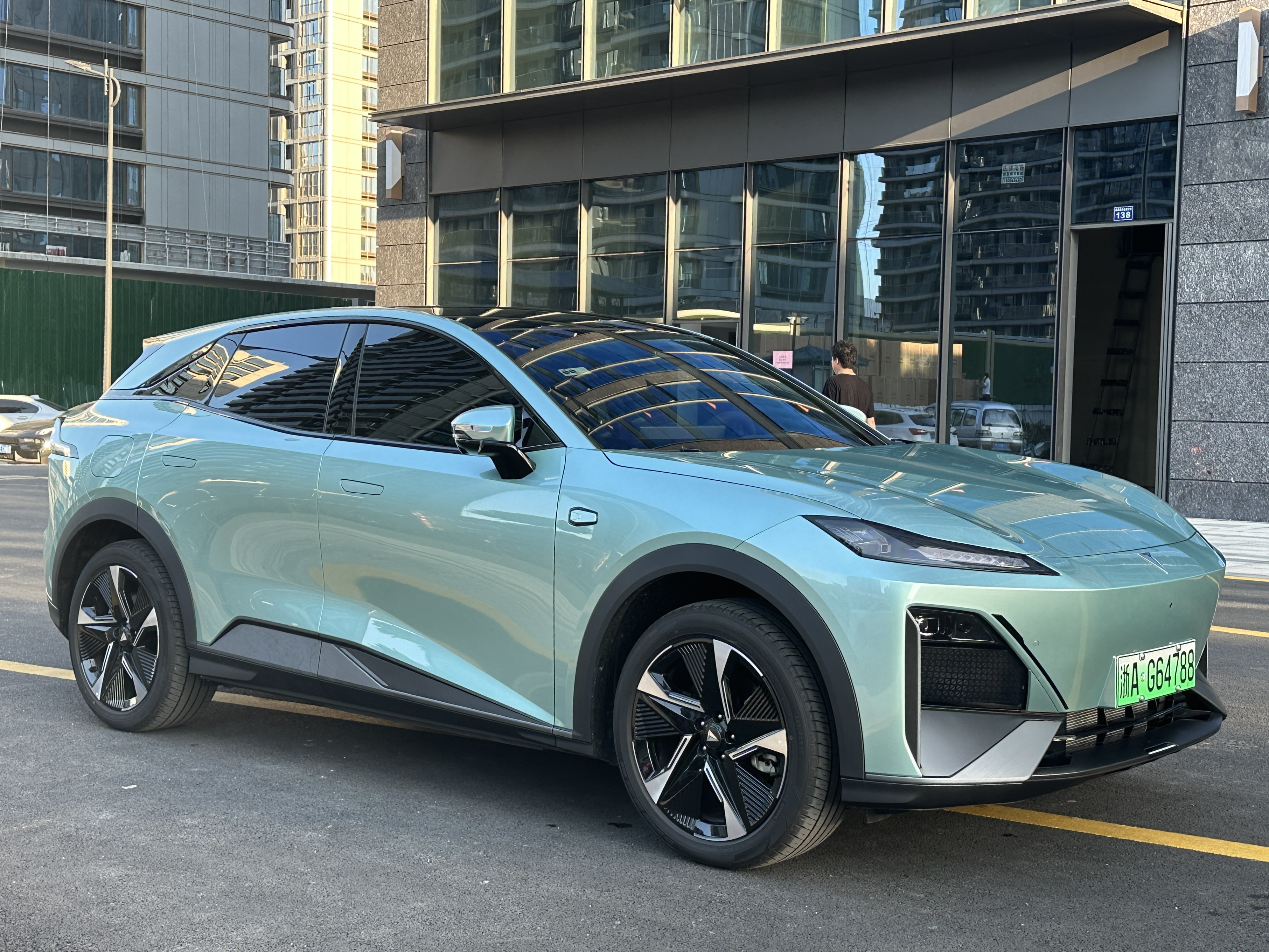
Deepal S7 (2023-presente) - SUV compacto EV/EREV  - Deepal SL03
  - Deepal S7